# Andreas Freudensprung
Andreas Freudensprung (* 11. Februar 1976 in Mödling) ist ein ehemaliger österreichischer Squashspieler.

## Karriere
Andreas Freudensprung nahm mit der österreichischen Nationalmannschaft 2005, 2007, 2011 und 2013 an der Weltmeisterschaft teil. Darüber hinaus gehörte er mehrfach zum österreichischen Kader bei Europameisterschaften. Er wurde zwischen 2007 und 2014 sechsmal österreichischer Staatsmeister im Doppel.
Er arbeitet heute als Physiotherapeut in Wien.

## Erfolge
- Österreichischer Staatsmeister im Doppel: 6 Titel (2007, 2010–2014)